# 26 tháng 7
Ngày 26 tháng 7 là ngày thứ 207 (208 trong năm nhuận) trong lịch Gregory. Còn 158 ngày trong năm.

## Sự kiện
- 1139 – Afonso I được tôn làm quốc vương đầu tiên của Bồ Đào Nha độc lập từ Léon.
- 1346 – Quân Anh do Edward III dẫn đầu hạ thành Caen, thành trì quan trọng của người Pháp trong Chiến tranh Trăm Năm.
- 1887 – Ludwik Lejzer Zamenhof xuất bản Unua Libro, xuất bản phẩm đầu tiên mô tả về Quốc tế ngữ.
- 1908 – Cục Điều tra (BOI) được thành lập, là tiền thân của Cục Điều tra Liên bang Hoa Kỳ (FBI).
- 1944 – Chiến tranh thế giới thứ hai: Hồng quân Liên Xô tiến vào Lvov, giành lấy thành phố từ tay Đức Quốc xã.
- 1953 – Fidel Castro bắt đầu nổi dậy, thành "Phong trào 26 tháng 7", chống lại chế độ Fulgencio Batista.
- 1956 – Nhà lãnh đạo Ai Cập Gamal Abdel Nasser quyết định quốc hữu hóa kênh đào Suez, dẫn đến một cuộc khủng hoảng sau đó.
- 1972 - Quân lực VNCH kiểm soát thành cổ Quảng Trị.[1]

## Sinh
- 1739 – George Clinton, Phó Tổng thống thứ tư của Hoa Kỳ (m. 1812)
- 1817 – Nguyễn Phúc Lương Đức, phong hiệu An Thường Công chúa, công chúa con vua Minh Mạng (m. 1891)
- 1949 - Roger Taylor, tay trống của ban nhạc Queen Anh Quốc
- 1984 - Khương Ngọc, diễn viên người Việt Nam
- 1985 - Chu Bin (Chu Đăng Thanh), vận động viên Taekwondo, ca sĩ người Việt Nam
- 1988 – Zick Jasper, ca sĩ solo, rapper Hàn Quốc. Cựu thành viên M.I.B với nghệ danh 5Zic

## Mất
- 1294 – Trần Quang Khải, nhà quý tộc, đại thần và danh tướng thời Trần (s. 1241)
- 1986 – Trần Văn Chương, luật sư Việt Nam, Bộ trưởng Bộ Ngoại giao Đế quốc Việt Nam, đại sứ Việt Nam Cộng hòa tại Mỹ, cha của Trần Lệ Xuân, bị sát hại tại tư gia (s. 1898)
- 2015 – Bobbi Kristina Brown, ngôi sao truyền hình thực tế người Mỹ gốc Phi, con gái nữ danh ca lừng danh Whitney Houston (s. 1993)
- 2020 – Olivia de Havilland, diễn viên Nhật Bản-Mỹ (s. 1916)